# 小森沢長政
小森沢 長政（こもりさわ ながまさ、1843年（天保14年） - 1917年（大正6年）3月13日）は、幕末の米沢藩士、明治期の海軍法務官。初期海軍の法制度確立に努め、海軍省法務部長に至る。また郷里の後進を海軍に勧誘し、米沢海軍の祖とされる人物である。米沢有為会第二代会長。

## 来歴
旧名は宮島琢蔵。父は米沢藩右筆・宮島吉利、兄は宮島誠一郎である。
明治維新後に米沢藩少属となり、次いで兵部省海軍所文官に採用され、海軍省発足とともに海軍大録に任じられた。小森沢の海軍入りは兄の宮島誠一郎と親しかった勝海舟の影響があったともいわれる。
長く海軍大臣を務めた西郷従道の知己を得たといわれ、1877年（明治10年）太政官権大書記官、翌年には海軍大書記官を兼ねる。1889年（明治22年）第一局軍法課長に就任。海軍刑法・海軍治罪法改正案各取調委員、千島艦事件取調委員などを務め、日清戦争中は新聞雑誌臨時検閲委員長であった。海軍省法務部長を最後に退官。高等官二等。

## 人物
旧米沢藩領は盆地に所在し、海のない地域であったが、海軍に人材を輩出したことから"米沢の海軍"の異名があった。旧米沢藩出身者では曽根俊虎らが早くから海軍に進んでいたが、小森沢は多くの同郷人が海軍に進むことを願って関係者を説き、また自ら米沢で学生らを勧誘した。その結果、後に提督となる人材が海軍兵学校に入校したのである。小森沢は山下源太郎（宮島誠一郎の女婿）が海兵に入校した際の保証人を務めるなど、海軍に進んだ後進たちの世話もしており、米沢海軍の祖といわれる。また小森沢は旧主家である上杉家の相談役でもあった。

## 栄典・授章・授賞
位階
- 1890年（明治23年）12月8日 - 正五位[4]
- 1895年（明治28年）12月10日 - 従四位[5]

勲章等
- 1885年（明治18年）11月19日 - 勲四等旭日小綬章[6]
- 1889年（明治22年）11月29日 - 大日本帝国憲法発布記念章[7]
- 1895年（明治28年）12月30日 - 勲三等瑞宝章[8]

## 米沢の海軍
記事立項済みの人物のみ記載する。
- 大将：山下源太郎、黒井悌次郎、南雲忠一
- 中将：釜屋忠道、上泉徳弥、千坂智次郎、左近司政三、大湊直太郎、今村信次郎、平田昇、片桐英吉、下村正助、近藤英次郎、小林仁[9]
- 少将：井内金太郎、近野信雄、山田勇助
- 大佐：山下知彦、清水洋、小田切延寿、市原卯之助
- 中佐：大瀧道助、下村忠助、山口三郎、工藤俊作、関衛
- 少佐：黒井明、和田久馬
- 大尉：曽根俊虎
- 中尉：池田宏平